# Paa amerikansk Manér (film fra 1924)
Paa amerikansk Manér (originaltitel George Washington Jr.) er en amerikansk stumfilm fra 1924 af Malcolm St. Clair.

## Medvirkende
- Wesley Barry som George Belgrave
- Gertrude Olmstead som Dolly Johnson
- Léon Bary som Gorfa Tyrola
- Heinie Conklin som Eton Ham
- Otis Harlan som Hopkins
- William Courtright som Belgrave
- Eddie Phillips som Robert Lee Hopkins